# Aphaenogaster cardenai
Aphaenogaster cardenai é uma espécie de inseto do gênero Aphaenogaster, pertencente à família Formicidae.